# Новоновицкая
Новоновицкая — деревня в Гордеевском районе Брянской области, в составе Рудневоробьёвского сельского поселения. Расположена в 6 км к северу от Гордеевки. Население — 55 человек (2010).

## История
Возникла в XIX веке (первоначально — Новая Новицкая, в отличие от Старой Новицкой); с 1861 по 1924 в Буднянской (Струговобудской) волости Суражского (с 1921 — Клинцовского) уезда, позднее в Гордеевской волости, Гордеевском районе (с 1929), а в период его временного расформирования (1963—1985) — в Клинцовском районе.
С 1919 до 1930-х гг. являлась центром Новоновицкого сельсовета.